# Милано—Санремо
Милано—Санремо, познат и као Ла Примавера (итал. La classica di Primavera), једнодневни је бициклистички класик, један од монументалних класика који се одржава почетком марта. Један је од најдужих једнодневних трка у UCI ворлд туру. Маршрута од Милана до Санрема незнатно варира из године у годину. За разлику од Париз—Рубеа који стартује 80 километара северно од Париза у Шампањи, Милано—Санремо и даље почиње у Милану. Након тога пут иде кроз тунел Пасо дел Туркино до обале. Стаза је великим делом директно на ривијери. У последњих неколико година победници се већином одлучују у спринту на Вија Рома. Потенцијални победници који желе избећи спринт траже своју шансу на кратким и стрмим успонима у задњих 40 km (итал. Cipressa, ређе; итал. Poggio, чешће). Након успона на Пођо следи 7 km спуста по уским и завојитим улицама пре доласка у град и циља на широкој авенији Вија Рома.
Оваква структура стазе се одразила на листу победника, којом доминирају углавном спринтери попут Ерика Цабела, Марија Чиполинија, Оскара Фреиреа, Алесандра Петакија и Марка Кевендиша.

## Историјат
Ову трку од свог оснивања организује италијански часопис Газета дело спорт (итал. La Gazzetta dello Sport) који исто организује трку Ђиро д’Италија. У првој трци 14. априла 1907. године учествовало је 33 возача. Победник је Француз Лисјен Пети-Бретон, са просечном брзином од 26,6 km/h. Као победник прве трке је добио награду у износу од 5 лира.

## Класичне бициклистичке трке
Трка Милано—Санремо данас је једна од пет великих класичних бициклистичких трка европског бициклизма. Резултати из ове трке бодују се према правилнику Светске бициклистичке федерације; све до 2007. ова трка се бодовала за UCI Про тур. Трка Милано—Санремо се често назива и спринтерски класик, док се сродна трка Ђиро ди Ломбардија (која се одржава у јесен) назива брдски класик.

## Списак победника
- 2025.  Метју ван дер Пул
- 2024.  Јаспер Филипсен
- 2023.  Метју ван дер Пул
- 2022.  Матеј Мохорич
- 2021.  Јаспер Стојвен
- 2020.  Ваут ван Арт
- 2019.  Жилијен Алафилип
- 2018.  Винченцо Нибали
- 2017.  Михал Квјатковски
- 2016.  Арно Демар
- 2015.  Џон Дегенколб
- 2014.  Александер Кристоф
- 2013.  Гералд Циолек
- 2012.  Сајмон Геранс
- 2011.  Метју Гос
- 2010.  Оскар Фреире
- 2009.  Марк Кевендиш
- 2008.  Фабијан Канчелара
- 2007.  Оскар Фреире
- 2006.  Филипо Поцато
- 2005.  Алесандро Петаки
- 2004.  Оскар Фреире
- 2003.  Паоло Бетини
- 2002.  Марио Чиполини
- 2001.  Ерик Цабел
- 2000.  Ерик Цабел
- 1999.  Андреј Чмил
- 1998.  Ерик Цабел
- 1997.  Ерик Цабел
- 1996.  Габријеле Коломбо
- 1995.  Лоран Жалабер
- 1994.  Ђорђо Фурлан
- 1993.  Маурицио Фондријест
- 1992.  Шон Кели
- 1991.  Клаудио Кјапучи
- 1990.  Ђани Буњо
- 1989.  Лоран Фињон
- 1988.  Лоран Фињон
- 1987.  Ерик Мехлер
- 1986.  Шон Кели
- 1985.  Хени Којпер
- 1984.  Франческо Мозер
- 1983.  Ђузепе Сарони
- 1982.  Марк Гомез
- 1981.  Алфонс де Волф
- 1980.  Пјерино Гаваци
- 1979.  Рогер де Фламинк
- 1978.  Рогер де Фламинк
- 1977.  Јан Рас
- 1976.  Еди Меркс
- 1975.  Еди Меркс
- 1974.  Феличе Ђимонди
- 1973.  Рогер де Фламинк
- 1972.  Еди Меркс
- 1971.  Еди Меркс
- 1970.  Микеле Данчели
- 1969.  Еди Меркс
- 1968.  Руди Алтиг
- 1967.  Еди Меркс
- 1966.  Еди Меркс
- 1965.  Ари ден Хартог
- 1964.  Том Симпсон
- 1963.  Жозеф Грусар
- 1962.  Емил Дамс
- 1961.  Ремон Пулидор
- 1960.  Рене Прива
- 1959.  Мигел Поблет
- 1958.  Рик ван Лој
- 1957.  Мигел Поблет
- 1956.  Фред де Бројне
- 1955.  Гермајн Дерајке
- 1954.  Рик ван Стенберген
- 1953.  Лорето Петручи
- 1952.  Лорето Петручи
- 1951.  Луизон Бобе
- 1950.  Ђино Бартали
- 1949.  Фаусто Копи
- 1948.  Фаусто Копи
- 1947.  Ђино Бартали
- 1946.  Фаусто Копи
- 1944—1945. Други светски рат
- 1943.  Чино Чинели
- 1942.  Адолфо Леони
- 1941.  Пјерино Фавали
- 1940.  Ђино Бартали
- 1939.  Ђино Бартали
- 1938.  Ђузепе Олмо
- 1937.  Чезаре дел Кончија
- 1936.  Анђело Варето
- 1935.  Ђузепе Олмо
- 1934.  Јеф Демојсер
- 1933.  Леарко Гвера
- 1932.  Алфредо Бове
- 1931.  Алфредо Бинда
- 1930.  Микеле Мара
- 1929.  Алфредо Бинда
- 1928.  Костанте Ђирарденго
- 1927.  Пјетро Кези
- 1926.  Костанте Ђирарденго
- 1925.  Костанте Ђирарденго
- 1924.  Пјетро Линари
- 1923.  Костанте Ђирарденго
- 1922.  Ђовани Брунеро
- 1921.  Костанте Ђирарденго
- 1920.  Гаетано Белони
- 1919.  Анђело Гремо
- 1918.  Костанте Ђирарденго
- 1917.  Гаетано Белони
- 1916. Први светски рат
- 1915.  Ецио Корлаита
- 1914.  Уго Агостини
- 1913.  Одил Дефраје
- 1912.  Анри Пелисје
- 1911.  Гистав Гаригу
- 1910.  Ежен Кристоф
- 1909.  Луиђи Гана
- 1908.  Сирил ван Хауварт
- 1907.  Лисјен Пети Бретон

### Вишеструки победници
| Позиција | Возач               | Број победа | Године                                    |
| -------- | ------------------- | ----------- | ----------------------------------------- |
| 1.       | Еди Меркс           | 7           | 1966, 1967, 1969, 1971 , 1972, 1975, 1976 |
| 2.       | Костанте Ђирарденго | 6           | 1918, 1921, 1923, 1925, 1926, 1928        |
| 3.       | Ђино Бартали        | 4           | 1939, 1940, 1947, 1950                    |
| 3.       | Ерик Цабел          | 4           | 1997, 1998, 2000, 2001                    |
| 5.       | Фаусто Копи         | 3           | 1946, 1948, 1949                          |
| 5.       | Рогер де Фламинк    | 3           | 1973, 1978, 1979                          |
| 5.       | Оскар Фреире        | 3           | 2004, 2007, 2010                          |
| 8        | Гаетано Белони      | 2           | 1917, 1920                                |
| 8        | Алфредо Бинда       | 2           | 1929, 1931                                |
| 8        | Ђузепе Олмо         | 2           | 1935, 1938                                |
| 8        | Лорето Петручи      | 2           | 1952, 1953                                |
| 8        | Мигел Поблет        | 2           | 1966, 1966                                |
| 8        | Лоран Фињон         | 2           | 1988, 1989                                |
| 8        | Шон Кели            | 2           | 1986, 1992                                |
| 8        | Метју ван дер Пул   | 2           | 2023, 2025                                |

### Победе по државама
| Позиција | Држава               | Број победа |
| -------- | -------------------- | ----------- |
| 1.       | Италија              | 51          |
| 2.       | Белгија              | 23          |
| 3.       | Француска            | 14          |
| 4.       | Немачка              | 7           |
| 5.       | Шпанија              | 5           |
| 5.       | Холандија            | 5           |
| 7.       | Швајцарска           | 2           |
| 7.       | Аустралија           | 2           |
| 7.       | Ирска                | 2           |
| 7.       | Уједињено Краљевство | 2           |
| 11.      | Норвешка             | 1           |
| 11.      | Пољска               | 1           |
| 11.      | Словенија            | 1           |